# Kamil Dragun
Kamil Dragun est un joueur d'échecs polonais né le 25 juin 1995 à Gorzów Wielkopolski.
Au 1er mai 2019, il est le 13e joueur polonais avec un classement Elo de 2 591 points.

## Biographie et carrière
Kamil Dragun a remporté le championnat d'Europe des moins de 14 ans en 2012 et le championnat du monde des moins de 16 ans en 2010 et obtenu le titre de grand maître international en 2013. Il finit 5e-8e du championnat du monde junior en 2014.
En décembre 2014, il finit premier du tournoi open du Chess Classic de Londres, ex æquo avec Bai Jinshi.
En 2015, il termina 1er-3e, ex æquo avec Nigel Short et Surya Ganguly, de l'open du club d'échecs de Bangkok, devant Wang Hao et Francisco Vallejo Pons.
Il finit premier ex æquo du tournoi Southwest Open en septembre 2017 et premier du tournoi de mai 2018 de Saint-Louis (groupe B).
En mai 2019, Kamil Dragun remporte le championnat de Pologne en l'absence des deux meilleurs joueurs polonais (Duda et Krasenkow) avec 6 points sur 9 (+3 =6).

## Compétitions par équipe
Kamil Dragun a représenté la Pologne lors du championnat d'Europe d'échecs des nations en 2013 au deuxième échiquier.
En 2018, il fut échiquier de réserve (cinquième joueur) de l'équipe de Pologne lors de l'Olympiade d'échecs de 2018 à Batoumi, marquant 6,5 points sur 8 (performance Elo de 2 687 points).